# Eulasia anemurensis
Eulasia anemurensis är en skalbaggsart som beskrevs av Rudolph Petrovitz 1964. Eulasia anemurensis ingår i släktet Eulasia och familjen Glaphyridae. Inga underarter finns listade i Catalogue of Life.